# Періллавелі (Грама Ніладхарі)
Грама Ніладхарі Періллавелі (№ 209) — Грама Ніладхарі підрозділу ОС Південний Коралай-Патту, округ Баттікалоа, Східна провінція, Шрі-Ланка.